# Charlotte Lingg
Charlotte Lingg (* 25. Mai 1999 in Lausanne) ist eine schweizerisch-liechtensteinische Skirennläuferin. Sie startet hauptsächlich in den technischen Disziplinen Riesenslalom und Slalom.

## Karriere
Als Kind war sie in verschiedenen Skischulen und der Sportschule in Brig. Ihr internationales Debüt gab Lingg bei den FIS-Rennen von Diavolezza im November 2015. 2018 erreichte Lingg bei den Junioren-Weltmeisterschaften in Davos den 12. Platz im Slalom. Seit 2020 startet sie mit einer doppelten Staatsbürgerschaft für Liechtenstein.
Am 12. November 2023 gewann Lingg erstmals Weltcuppunkte, als sie beim Slalom in Levi den 29. Platz belegte. Es waren dies die ersten Weltcuppunkte für eine liechtensteinische Slalomläuferin seit fast 23 Jahren, damals gewann Marina Nigg Weltcuppunkte (vom 9. Platz im zum Slalom-Weltcup zählenden City Event in Stockholm 2016 durch Tina Weirather abgesehen).
Lingg zog sich mehrmals in ihrer Karriere schwere Verletzungen zu. In den Jahren 2019 und 2021 setzte sie jeweils ein Kreuzbandriss außer Gefecht. Ebenso beendete ein im März 2025 erlittener Kreuzbandriss ihre Saison vorzeitig.
Neben ihrer sportlichen Laufbahn strebt Lingg einen Bachelor-Abschluss in „Science und Sport“ an.

## Erfolge

### Weltmeisterschaften
- Cortina d’Ampezzo 2021: 27. Riesenslalom, DNF Slalom, DNQ Parallel

### Weltcup
- Eine Platzierung unter den besten 30

### Weltcupwertungen
| Saison  | Gesamt | Gesamt | Slalom | Slalom |
| Saison  | Platz  | Punkte | Platz  | Punkte |
| ------- | ------ | ------ | ------ | ------ |
| 2023/24 | 123.   | 2      | 58.    | 2      |

### Europacup
- Saison 2018/19: 9. Kombinationswertung
- Saison 2021/22: 20. Riesenslalomwertung
- 5 Podestplätze, davon zwei Siege

| Datum             | Ort       | Land        | Disziplin    |
| ----------------- | --------- | ----------- | ------------ |
| 29. November 2021 | Mayrhofen | Österreich  | Riesenslalom |
| 10. Februar 2025  | Oberjoch  | Deutschland | Riesenslalom |

### Juniorenweltmeisterschaften
- Davos 2018: 12. Slalom, 36. Riesenslalom, DNF Super-G, DNF Alpine Kombination
- Narvik 2020: 23. Riesenslalom, DNS Alpine Kombination

### Sonstige Erfolge
- 12 Siege bei FIS-Rennen